# 艾內茲 (內布拉斯加州)
艾內茲（英語：Inez）是位於美國內布拉斯加州霍爾特縣的非建制地區。

## 歷史
艾內茲的郵局於1886年設立，其後於1930年停運。

## 地理
艾內茲所處的海拔為高於海平面677米（即2221英呎），而該地所採用的時區為UTC-6，即北美中部时区（CST）。同時該地設有夏令時間，為UTC-6調快一小時，即UTC-5（CDT）。